# Temelucha upsilon
Temelucha upsilon är en stekelart som beskrevs av Dasch 1979. Temelucha upsilon ingår i släktet Temelucha och familjen brokparasitsteklar. Inga underarter finns listade i Catalogue of Life.